# 小东门 (扬州)
小东门，是中國扬州自元朝至民国时期扬州旧城的城門。

## 位置
小东门原址位于今扬州市广陵区的甘泉路。

## 历史
在宋金对峙时期和蒙古攻宋期间，扬州城市遭受巨大破坏。1357年（元至正十七年），佥院张德林改筑扬州城墙，系截取扬州宋大城的西南一隅，面积狭小。小东门为当时开辟的5座城门之一。小东门楼又名谯楼，置更鼓铜壶滴漏。
明朝建立以后，扬州城市逐渐恢复，城东到运河一带形成新兴商业区。1555年（明嘉靖三十四年），扬州知府吴桂芳主持在旧城以东到运河之间加筑新城，将城东商业区囊括入城。此后，小东门扼新旧两城枢纽，以西为旧城的小东门大街，以东为新城的多子街商业区，均为扬州的繁盛之地，俗语称“小东门，人挤人”。小东门外的旧护城河，也演变为城内水道，为扬州画舫码头之一。

### 拆除
1916年（民国五年），扬州新旧两城之间的城墙拆除，小东门被保留下来。1950年10月，扬州市采取以工代赈方式，拆除小东门。